# Ưng ngỗng nâu
Ưng ngỗng nâu, tên khoa học Accipiter fasciatus, là một loài chim trong họ Accipitridae.